# Tan Dun
Tan Dun, född 18 augusti 1957 i Changsha, är en kinesisk kompositör och dirigent. Tan Dun har komponerat symfonier, operor (Marco Polo), kammarmusik och filmmusik. Han är bland annat känd för att ha komponerat musiken till filmerna Crouching Tiger, Hidden Dragon (2000) och Hero (2002), varav den förra gav honom en Oscar för bästa filmmusik. Han komponerade även musik för Olympiska spelen 2008 i Peking. Hans kompositioner innehåller ofta audiovisuella element och musik för instrument skapade av organiska material som papper, vatten och stenar.